# Добро (музыкальный инструмент)

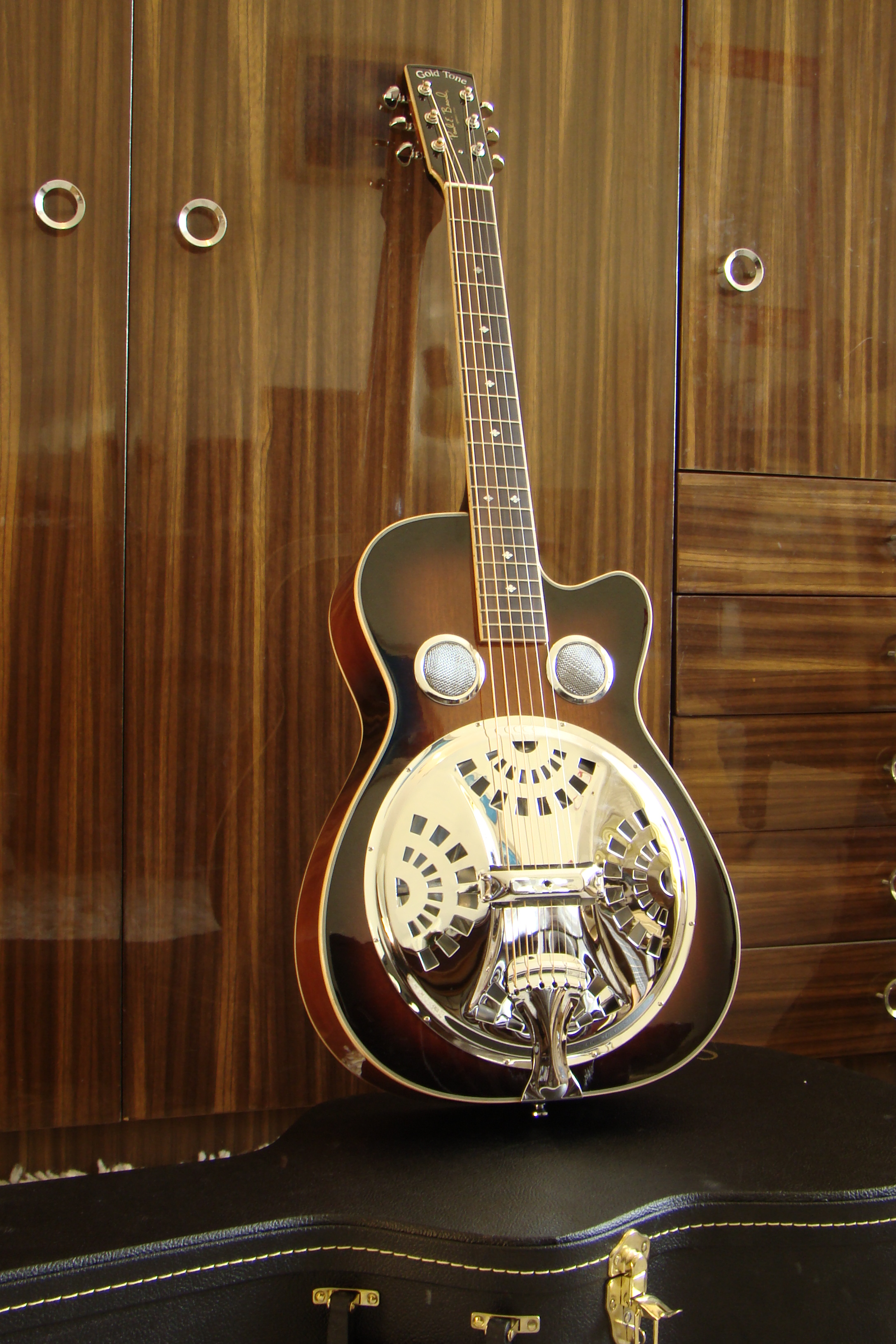
Добро

До́бро — шестиструнная резонаторная гитара. Была изобретена в США в начале XX века выходцами из Словакии братьями Допера. От обычной акустической гитары добро отличается встроенным металлическим резонатором.

## История
Гитара стала называться Добро, англ. Dobro, от игры слов — первые две буквы соответствовали первым двум буквам фамилии братьев, а окончание «bro» с английского означало «братья», целиком слово по-словацки означает «хорошо».
В США «Добро» является товарным знаком, зарегистрированным ещё братьями Допера при формировании Dobro Manufacturing Company. Позже название стало нарицательным для всех гитар такого типа. На данный момент этим брендом владеет и успешно производит под ним резонаторные гитары компания Gibson Guitar Corporation.
В России одним из первых исполнителей музыки на добро стал Андрей Шепелёв, участник группы «ГрАссМейстер» (осн. 1995).

## Устройство и звучание
Резонатор Дж. Допера работает по принципу диффузора громкоговорителя. Колебания струн передаются на алюминиевый конус-диффузор, который находится внутри корпуса добро. Сверху конус прикрыт крышкой с отверстиями, по своим очертаниям напоминающей вентиляторную решетку.
Конусы бывают двух типов. Более простой имеет в сечении усечённый конус, поднимающийся к центру. Производит громкий и резкий звук, при этом довольно быстро затухающий. Такой тип резонатора наиболее популярен среди блюзовых и рок-музыкантов. Конус типа dobro имеет в сечении «W» и паукообразный мост с опорой по периметру, на котором установлена подставка для струн. Производит звук более мягкий и протяжный. Популярен у фолк-музыкантов, хотя такое разделение достаточно условно. И тот и другой вариант могут иметь как деревянный так и металлический корпус. Кроме того, и тот и другой могут иметь как обычный гитарный гриф, так и специальный «слайдовый» − квадратный в поперечном сечении, с высоко поднятыми струнами.

## Строй
При игре на добро в стилях «кантри» и «блюграсс», чаще всего используется открытый строй 'Open G' (high): G-B-D-G-B-D, начиная с 6-й струны. Этот строй хорошо подходит как для аккомпанемента, так и для импровизации. Также используется строй 'Open D': D-A-D-F#-A-D, начиная с 6-й струны, звучание добро в строе 'Open D' часто можно услышать в записях Jerry Douglas.
Для игры слайдом на добро с обычным гитарным грифом в «обычной» позиции используются настройки 'Open G' (low) Этот строй использует Александр Розенбаум.(D-G-D-G-B-D, начиная с 6-й струны) и уже упомянутый ранее 'Open D': D-A-D-F#-A-D, начиная с 6-й струны. Строй 'Open G' (high) отличается от 'Open G' (low) только настройкой басовых струн. В 'Open G' (high) Две самые толстые струны (6-я и 5-я) настраиваются на ноты G и B, а в 'Open G (low)' — D и G, что обеспечивает характерное для блюза и регтайма чередование басовых нот и более удобно при сольной игре в «обычной» позиции.
Также для игры слайдом на добро с обычным гитарным грифом используют строй 'Open E': E-B-E-G#-B-E, начиная с 6-й струны, и 'Open A': E-A-E-A-C#-E, начиная с 6-й струны. Очевидно, что по интервальному соотношению 'Open E' и 'Open A' полностью аналогичны строям 'Open D' и 'Open G', но настраиваются на 1 тон выше. Конечно, можно использовать и стандартный гитарный строй, но в стилях «кантри» и «блюз» открытый строй звучит гораздо естественней.